# Selaginella dolichoclada
Selaginella dolichoclada är en mosslummerväxtart som beskrevs av Arthur Hugh Garfit Alston. Selaginella dolichoclada ingår i släktet mosslumrar, och familjen mosslummerväxter. Inga underarter finns listade i Catalogue of Life.